# Tsuru Morimoto
Tsuru Morimoto (森本 鶴, Morimoto Tsuru, 9 november 1970) is een Japans voormalig voetbalster.

## Carrière
Morimoto nam met het Japans vrouwenvoetbalelftal deel aan de wereldkampioenschappen in 1995, maar zij kwam tijdens dit toernooi niet in actie. Japan werd uitgeschakeld in de eerste knock-outronde door de Verenigde Staten.

## Statistieken
| Japans vrouwenvoetbalelftal | Japans vrouwenvoetbalelftal | Japans vrouwenvoetbalelftal |
| Jaar                        | Wed.                        | Dlp.                        |
| --------------------------- | --------------------------- | --------------------------- |
| 1994                        | 4                           | 1                           |
| 1995                        | 1                           | 0                           |
| Totaal                      | 5                           | 1                           |